# گویش‌های یونانی باستان
یونانی باستان در دوران باستان کلاسیک، قبل از گسترش یونانی رایج کوین در دوره هلنیستی، به گونه‌های زبانی مختلفی تقسیم شده بود.
بیشتر این گونه‌ها فقط از روی کتیبه‌ها شناخته می‌شوند، اما تعداد کمی از آنها، عمدتاً ایولیک، دوریک و ایونیک، در متون رسمی ادبی نیز در کنار شکل رایج آتیک، یونانی ادبی نشان داده می‌شوند.
به همین ترتیب، یونانی جدید به چندین گویش تقسیم می‌شود که بیشتر آنها از یونانی کوین نشئت گرفته شده‌است.

## منشأ
- اولین گویش شناخته شده یونانی یونانی میسانی است، گونه‌های یونان جنوبی / شرقی که از الواح Linear B تولید شده توسط تمدن مایکنایی عصر برنز متاخر در اواخر هزاره دوم قبل از میلاد گواهی شده‌است. توزیع کلاسیک گویش‌ها با مهاجرت‌های دوران آهن اولیه [نکته ۱] پس از فروپاشی تمدن مایکنایی ایجاد شد. برخی از سخنرانان زبان مایکنایی به قبرس آواره شدند در حالی که برخی دیگر در Arcadia باقی ماندند و باعث ایجاد گویش Arcadocypriot شدند. این تنها گویش با سابقه شناخته شده از عصر مفرغ است. لهجه‌های دیگر باید قبل از اشکال تأیید شده آنها باشند، اما رابطه نمونه‌ها با مایکنی هنوز کشف شده‌است.
- ایولیک در سه زیرشاخه صحبت می‌شود: یکی، لزبیین، در جزیره لزبوس و ساحل غربی آسیای صغیر در شمال اسمیرنا. دو مورد دیگر، بئوتیایی و تسالالیایی، در شمال شرقی سرزمین اصلی یونان (در بئوتیا و تسالالیا) صحبت می‌شدند.
- حمله دوریان یونانی دوریک را از مکانی احتمالی در شمال غربی یونان تا سواحل پلوپونس گسترش داد. به عنوان مثال، به اسپارتا، به کرت و به جنوبی‌ترین قسمت‌های ساحل غربی آسیای صغیر. یونانی شمال غربی گاهی اوقات به عنوان یک گویش جداگانه دسته‌بندی می‌شود، و گاهی تحت Doric قرار دارد. بیشتر دانشمندان مقدونی را گویش دیگری از یونان می‌دانند که احتمالاً مربوط به یونانی دوریک یا شمال غربی است.[۱][۲][۳][۴]
- یونی بیشتر در امتداد ساحل غربی آسیای صغیر، از جمله Smyrna و منطقه جنوب آن، بلکه در اوبه نیز صحبت می‌شد. هومر را ایلیاد و اودیسه در نوشته شده بود هومری یونانی (یا حماسه یونانی)، یک شرق یونانی اوایل ترکیب یونی و Aeolic ویژگی‌های. یونانی آتیک، یک گویش فرعی یا خواهری از یونیک، برای قرن‌ها زبان آتن بود. از آنجا که آتیک قبل از فتوحات اسکندر بزرگ و پس از آن ظهور هلنیسم در مقدونیه پذیرفته شد، به گویش «استاندارد» تبدیل شد و به کویین تبدیل شد.

## ادبیات
ادبیات یونان باستان با گویش‌هایی ادبی نوشته شده که از لهجه‌های خاص منطقه ای یا باستانی اقتباس شده‌است. نویسندگان یونان باستان لزوماً با گویش بومی خود نمی‌نوشتند، بلکه لهجه ای را انتخاب می‌کردند که برای نوع ادبیاتی که می‌نوشتند، مناسب یا سنتی باشد (نگاه کنید به belles-lettres). همه گویش‌ها شعر در آنها سروده شده‌است، اما فقط آتیک و یونی دارای آثار منثور کامل تأیید شده هستند.
یونانی هومری در اولین شعرهای حماسی، ایلیاد و ادیسه و سرودهای هومری، که به‌طور سنتی به هومر نسبت داده می‌شود و با هگزامتر داکتیلی نوشته می‌شود، استفاده شده‌است. هومریس گویشی ادبی است که دارای عناصر یونی، ایولی و آرکادوسایپوریایی است. هزیود با استفاده از یک گویش مشابه، و نویسندگان بعدی تقلید هومر در حماسه‌های خود، مانند آپولونیوس Rhodius در Argonautica و Nonnus در Dionysiaca. هومر انواع دیگر شعر را نیز تحت تأثیر قرار داد.
اولین بار از یونیک در Archilochus of Paros استفاده می‌شود. این گویش شامل نخستین نثرهای یونانی، از جمله هلاکلیتوس و فیلسوفان یونیک، هکتائوس و لوگرافها، هرودوت، دموکریتوس و بقراط است. شعر الجیک از ایونیا سرچشمه می‌گرفت و همیشه نوشتن آن به زبان ایونی ادامه داشت.
دوریک گویش متعارف غزل سرایی کرال است که شامل آلکمن لاکونی، تیبان پیندار و آوازهای کرال تراژدی آتیک (استاسیما) است. چند شاعر و غزل و لطیفه و کلمات قصار در این گویش نوشت، مانند Ibycus از Rhegium و لئونیداس تارنتومی. نویسندگان زیر به زبان دوریک نوشتند، که به صورت قطعه ای حفظ شده‌است: شاعر طنز Epicharmus و نویسندگان کمدی ایتالیای جنوبی (نمایش نامه phlyax)، نویسنده غذای میتاکوس و ارشمیدس.
Aeolic یک گویش غزلی منحصراً شاعرانه است که توسط Sappho و Alcaeus برای لزبین (Aeolic) و Corinna از Tanagra برای Boeotian نشان داده می‌شود.
Thessalic (Aeolic)، شمال غربی دهاتی، Arcado قبرس و فیلیان هرگز گویش ادبی تا حدی توسط تقلید خنده دار از تبدیل شد و تنها از کتیبه شناخته شده‌است، و آریستوفان و فرهنگ نویسان.
اتاق زیر شیروانی مناسب توسط استفاده شد سخنوران اتاق زیر شیروانی، Lysias، ایسوکراتس، Aeschines و دموستن، فلاسفه افلاطون و ارسطو و مورخ گزنفون. توسیدیدس در Old Attic نوشت. نمایشنامه نویسان تراژیک، آشیلوس، سوفوکلس و اوریپیدس به زبان شاعرانه مصنوعی می‌نوشتند، و نمایشنامه نویس کمیک ارسطوفان به زبانی با عناصر بومی می نوشت.

## دسته‌بندی

### دسته‌بندی باستانی
قدیمی‌ها این زبان را به سه ژن یا چهار گویش دسته‌بندی می‌کردند: یونی مناسب، یونی (آتیک)، ایولی، دوریک و بعداً زبان پنجم، کوین. گرامرها عمدتاً بر روی گویشهای ادبی و کلمات جداگانه تمرکز می‌کنند. مورخان ممکن است گویش‌ها را به دلایل اسطوره ای / تاریخی دسته‌بندی کنند نه دانش زبانی. طبق گفته استرابون، "Ionic همان آتیک و Aeolic همان Doric است - در خارج از استخر، همه یونانیان ائولیایی بودند به جز آتنیایی‌ها، مگاریایی‌ها و دوریایی‌هایی که در مورد پارناسوس زندگی می‌کنند - در پلوپونس، آخائیان نیز ائولیایی بودند اما فقط Eleans و Arcadians به صحبت‌های Aeolic ادامه دادند ". با این حال، برای اکثر قدیمی‌ها، ایولیک مترادف با ادبیات لزبیک بود. استفانوس از بیزانس ، بئوتیان را ائولیک و اتولیایی را دوریک توصیف کرد. نکته قابل توجه نادانی منابع، به استثنای فرهنگ نویسان، در مورد آرکادی، قبرسی و پامفیلی است.
سرانجام، برخلاف یونان جدید و انگلیسی، اصطلاحات رایج یونان باستان برای گفتار انسان ('glôssa' , 'dialektos' , 'phônê' و پسوند '-isti') ممکن است نسبت داده شود به جای هم گویش و هم زبان. با این حال، "dialektoi" جمع هنگامی استفاده می‌شود که گویش‌ها و کلمات عجیب و غریب توسط دستور زبان شناسان با اصطلاحات "lexeis" یا "glôssai" مقایسه و فهرست شوند.

### دسته‌بندی نوین
گویش‌های دوران باستان کلاسیک توسط مقامات مختلف کمی متفاوت گروه‌بندی شده‌اند. Pamphylian یک گویش حاشیه‌ای در آسیای صغیر است و گاهی اوقات بدون دسته‌بندی رها می‌شود. Mycenaean فقط در سال ۱۹۵۲ رمزگشایی شد و بنابراین در طرح‌های قبلی ارائه شده در اینجا گم شده‌است:
| شمال غربی، جنوب شرقی            | ارنست ریش، موزه Helveticum (1955): - یونانی شمالی - یونانی دوریک / شمال غربی - ایولیک - پامفیلی؟ - یونانی جنوبی - یونی - آرکادی-قبرسی - ماینی | آلفرد هوبک: - گروه شمال غربی - یونانی دوریک / شمال غربی - ایولیک؟ - مقدونی باستان؟ - گروه جنوب شرقی - یونیک - اتاق زیر شیروانی - Arcadocypriot |
| غربی، {{سخ}} مرکزی، {{سخ}} شرقی | A. Thumb , E. Kieckers , {{سخ}} Handbuch der griechischen Dialekte (1932): - یونانی غربی - گویشهای دوریک - گویش هخای - گویش الیس - یونان شمال غربی - یونانی مرکزی - ایولیک - Boiotic - سالیک - لزبیک - Arcadocypriot - یونانی شرقی - یونیک - اتاق زیر شیروانی - پامفیلی | W. Porzig, Die Gliederung des indogermanischen Sprachgebiets (1954): - یونانی غربی - یونان شمال غربی - دوریک - ایولیک - یونانی شرقی - یونیک - اتاق زیر شیروانی - Arcadocypriot |
| یونان شرقی {{سخ}} یونانی غربی   | CD Buck , The Greek Dialects (1955): - - گروه Attic - Ionic - اتاق زیر شیروانی - یونیک - یونیک شرقی - یونیک مرکزی - یونیک غربی یا ایوبویی - گروه Arcadocypriot - آرکادی - قبرسی - پامفیلی - گروه Aeolic - لزبین - تسالالیایی - بوئتیان - یونانی غربی - گروه شمال غربی یونان - فوکیان (از جمله دلفین) - لوکریایی - الین - کوین شمال غربی یونان - گروه Doric - لاکونی و هراکلین - مسنی - مگاری - قرنتیان - آرگولیک - رودیان - کوان - Theran و Cyreneean - کریتی - دوریک سیسیلی | CD Buck , The Greek Dialects (1955): - - گروه Attic - Ionic - اتاق زیر شیروانی - یونیک - یونیک شرقی - یونیک مرکزی - یونیک غربی یا ایوبویی - گروه Arcadocypriot - آرکادی - قبرسی - پامفیلی - گروه Aeolic - لزبین - تسالالیایی - بوئتیان - یونانی غربی - گروه شمال غربی یونان - فوکیان (از جمله دلفین) - لوکریایی - الین - کوین شمال غربی یونان - گروه Doric - لاکونی و هراکلین - مسنی - مگاری - قرنتیان - آرگولیک - رودیان - کوان - Theran و Cyreneean - کریتی - دوریک سیسیلی |

## واج‌شناسی
گویشهای یونان باستان عمدتاً در مصوت‌ها متفاوت بودند.

### هیاتوس
از دست دادن آواهای واکه‌دار، صامت و w از پروتو-یونانی دو واکه با هم درآورده وقفه، شرایط اغلب «برخورد از حروف صدادار» نامیده می‌شود.  گذشت زمان، یونانی زبانان برای جلوگیری از چنین برخوردی تلفظ خود را تغییر می‌دادند و نحوه تغییر واکه‌ها گویش را تعیین می‌کرد.
به عنوان مثال، کلمه برای "خدای دریا" (بدون در نظر گرفتن زبان و فرهنگ از آن می‌آمد) در بعضی از فرم‌های ماقبل تاریخ * poseidāwōn (بود مضافٌ‌الیه * poseidāwonos). از دست دادن * صدادار W poseidāōn سمت چپ، که در هر دو پیدا شده‌است مسینی و هومری گویش. یونیان یونیک * a را به e (poseideōn) تغییر داد، در حالی که یونانی آتیک آن را به عنوان poseidōn منعقد کرد. در لهجه‌های دیگر متفاوت شد:
- قرنتیان: potedāwoni> potedāni و potedān
- Boeotian: poteidāoni
- کریتی، رودی و دلفی: poteidān
- لزبین: poseidān
- Arcadian: posoidānos
- لاکونی: pohoidān

به نظر می‌رسد این تغییرات برای قرار دادن یک واج واکه به جای دو واژه ایجاد شده‌است، فرایندی به نام "انقباض"، در صورت ایجاد واج سوم و "هایفرز" ("برداشتن") در صورت افتادن یک واج و نگهداری دیگری. گاهی اوقات، این دو واج مانند بعضی موارد مانند یونی نگهداری می‌شوند و گاهی اوقات اصلاح می شوند.

### آ
یک تغییر مصوت که گویشهای یونی و آتیکی را از بقیه متمایز می‌کند، تغییر ā () ᾱ) به ē (η) در Ionic، تغییر در همه موقعیت‌ها رخ داده‌است، اما در Attic، تقریباً در همه جا اتفاق افتاده‌است به جز بعد از e , i و r (ε, ι, ρ) یونانی هومری در بیشتر موارد نسخه یونیک را نشان می‌دهد تا نسخه آتیک. دهاتی و Aeolic نشان فرم اصلی با یک ᾱ)
- Attic and Ionic mḗtēr (μήτηρ) doricr mā́tēr (μᾱ́τηρ) «مادر»[۱۸] (مقایسه لاتین māter)
- اتاق زیر شیروانی neᾱníās (νεᾱνίᾱς) Ionic neēníēs (νεηνίης) «مرد جوان»[۱۹]

### ابلاوت
یکی دیگر از اصول دیالکتیساسیون آوازی، به دنبال سری‌های ablaut یا درجه‌های مصوت هند و اروپا است. زبان Proto-هند و اروپایی می‌تواند e (درجه الکترونیکی) را با o (درجه درجه) جایگزین کند یا از هیچ‌یک (درجه صفر) استفاده نکند. به‌طور مشابه، یونانی این مجموعه را به ارث برد، به عنوان مثال، ei , oi , i که به ترتیب نمرات e- , o- و صفر دیفتون هستند. آنها می‌توانند در اشکال فعلی مختلف ظاهر شوند – حال leípō (λείπω) «من ترک می‌کنم»، léloipa کامل (λέλοιπα) «من ترک کردم»، الیپون aorist (ἔλιπον) «من ترک کردم» – یا به عنوان اساس دیالیزاسیون مورد استفاده قرار می‌گیرد: Attic deíknȳmi (δείκνῡμι) «من اشاره می‌کنم» اما کریتین díknūmi (δίκνῡμι)

## پسا هلنیستی
گویشهای یونان باستان نتیجه انزوا و ارتباط ضعیف بین جوامع ساکن در زمینهای شکسته بود. همه مورخان عمومی یونان به تأثیر زمین در توسعه دولت-شهرها اشاره می‌کنند. غالباً، توسعه توسعه زبانها باعث عدم تطبیق زبانهای دختران می‌شود. آن مرحله به زبان یونانی رخ نداد. در عوض یونانی استاندارد جای گویش‌ها را گرفت.
افزایش جمعیت و ارتباطات، سخنرانان را نزدیکتر در تماس قرار داده و آنها را تحت همان مقامات متحد می‌کند. یونانی آتیک در همه جا به زبان ادبی تبدیل شد. باک می‌گوید:
"… مدتها پس از تبدیل شدن آتیک به قاعده نثر ادبی، هر ایالت گویش خاص خود را به کار گرفت، هم در بناهای خصوصی و هم در بناهای تاریخی مربوط به نگرانی‌های داخلی، و هم در آنهایی که دارای یک شخصیت بین‌المللی بیشتر بودند، مانند as معاهدات …"
در چند قرن گذشته قبل از میلاد، گویش‌های منطقه ای جایگزین گویش‌های محلی شده‌است: کواین شمال غربی یونان، کوئه دورک و کوین آتیک. آخرین مورد در چند قرن اول میلادی جایگزین دیگران در سخنرانی مشترک شد. پس از تقسیم امپراتوری روم، نخستین یونانی مدرن حاکم شد، اگرچه نسخه ای از یونانی آتیک هنوز به‌طور انحصاری در مدارس آموزش داده می‌شد و تا اوایل قرن ۲۰ به عنوان زبان رسمی دولت خدمت می‌کرد. توزیع گویش به شرح زیر بود:
- یونانی آتیک
  - کوینه
    - زبان یونانی بیزانس
      - یونانی جدید
        - دمکراتیک یونانی
        - کاتارووسا

      - یوانیک
      - یونانی قبرسی
      - یونانی کرت
      - یونانی جنوبی ایتالیا (Griko و Calabrian / Bovesian)، با حفظ برخی از عناصر دوریک

    - یونانی پونتیک، با حفظ برخی از عناصر یونی
    - یونانی کاپادوکیایی
    - رومانو-یونانی
- یونانی دوریک
  - Doric Koiné
    - تساکونیان

به گفته برخی از محققان، تساکونیان تنها گویش یونانی مدرن است که از زبان دوریک، البته با تأثیری از کوین، سرچشمه می‌گیرد. برخی دیگر گویشهای ایتالیایی جنوبی را در این گروه گنجانده‌اند، گرچه شاید بهتر باشد آنها را ناشی از نسخه محلی کوین تحت تأثیر Dorican دانست.

## یادداشت
1. ↑  Sometimes called the Greek Dark Ages because writing disappeared from Greece until the adaptation of the Phoenician alphabet.
2. ↑  First published in 1928, it was revised and expanded by Buck and republished in 1955, the year of his death. Of the new edition Buck said (Preface): this is virtually a new book." There have been other impressions, but no further changes to the text. The 1955 edition was at the time and to some degree still is the standard text on the subject in the United States. This part of the table is based on the Introduction to the 1955 edition. An example of a modern use of this classification can be found at columbia.edu as Richard C. Carrier's The Major Greek Dialects بایگانی‌شده  در اکتبر ۶, ۲۰۰۶ توسط Wayback Machine.
3. ↑  Two vowels together are not to be confused with a diphthong, which is two vowel sounds within the same syllable, often spelled with two letters. Greek diphthongs were typically inherited from Proto-Indo-European.

### بررسی اجمالی
- Griechische Dialekte und ihre Verteilung، سایت تیتوس، به آلمانی. لیست، نقشه، جدول ویژگی‌ها.
- گویشهای یونانی، Kelley L. Ross. نقشه و شرح مختصر.
- گزیده‌هایی از مارگالیت فینکلبورگ، "Greeks and Pre-Greeks: Aegean Prehistory and Greek Heroic Tradition" (PDF). (162 KiB) یکی از مباحث منشأ گویش‌ها است.

### کتیبه‌ها
- کتیبه‌های یونانی قابل جستجو. مجموعه قابل توجهی از کتیبه‌های یونان باستان به گویش‌های مختلف که توسط مؤسسه علوم انسانی پکارد منتشر شده‌است.
- کتیبه‌های ذکر شده توسط منطقه، مرکز مطالعه اسناد باستانی.